# العمليات الإرهابية في العراق 2008
تستعرض هذه المقالة أبرز العمليات الإرهابية في العراق عام 2008. شهد العام 2008 وقوع 257 تفجيرًا انتحاريًا في العراق. في 1 فبراير، انفجرت قنبلتان في أحد أسواق بغداد، مما أسفر عن مقتل 99 شخصًا وإصابة 200 آخرين. وشهد العام هجومين آخرين شديدي الدموية في 6 مارس (53 قتيلًا) و17 يونيو (63 قتيلًا).

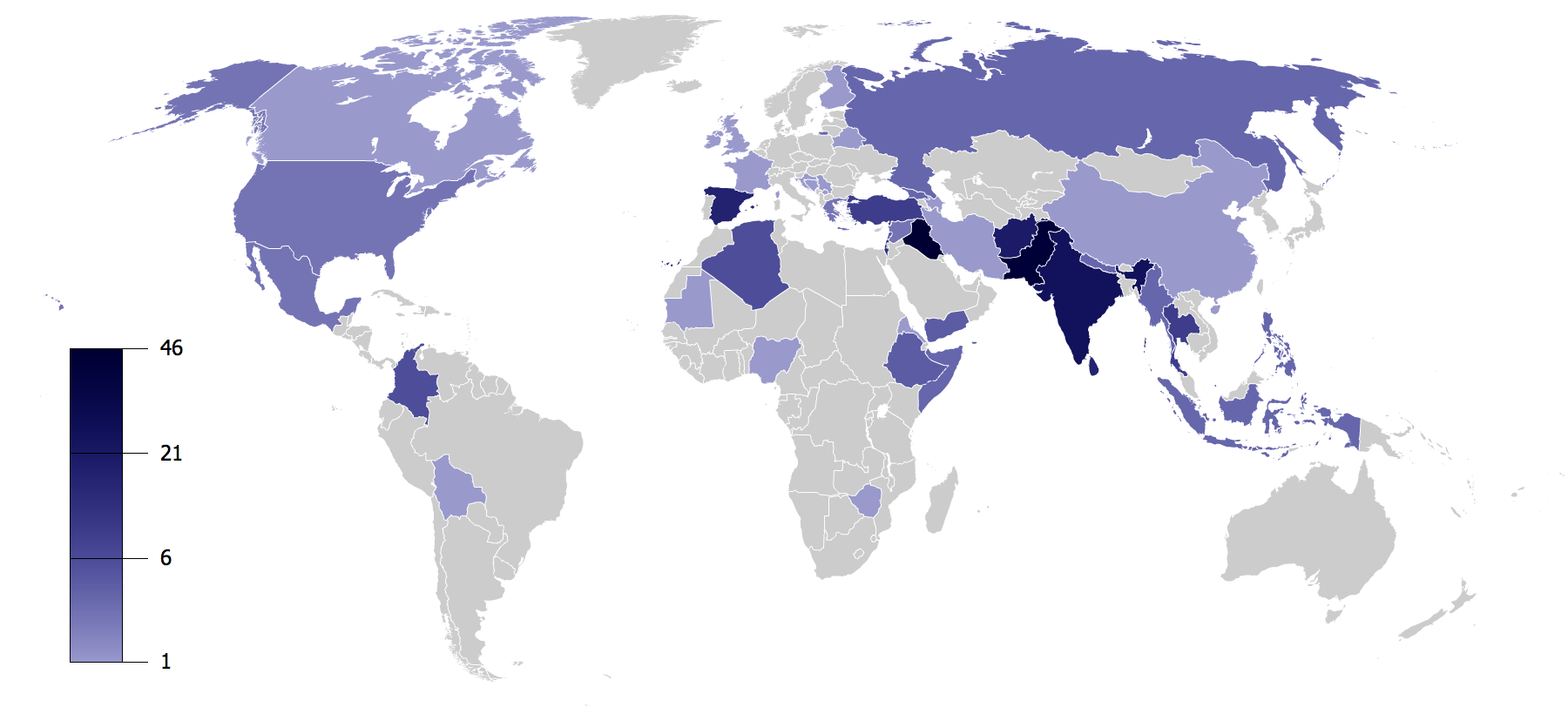
خريطة تُمثل عدد الحوادث الإرهابية التي وقعت حول العالم في عام 2008. تُظهر الخريطة أن العراق وباكستان شهدا أكبر عدد من الهجمات.

## يناير
- 1 يناير: فجّر انتحاري نفسه في بغداد، ما أسفر عن مقتل أكثر من 30 شخصًا وإصابة 32. استهدف الانفجار مشيعين في جنازة ضابط شيعي في الجيش، نبيل حسين جاسم، الذي قُتل قبل ثلاثة أيام في تفجير سيارة مفخخة وسط العاصمة.[1]
- 7 يناير: أسفر تفجيران متتاليان في بغداد عن مقتل ما لا يقل عن 14 شخصًا، بينهم رياض السامرائي، قائد ميليشيا الصحوة المدعومة من الولايات المتحدة، والتي تقاتل تنظيم القاعدة في المناطق السنية من المدينة.[2]
- 16 يناير: فجّرت انتحارية نفسها قرب مسجد شيعي في بلدة خان بني سعد بمحافظة ديالى، فقتلت 11 شخصًا. وأصيب 18 آخرون في الهجوم الذي وقع قرب سوق في البلدة، جنوب بعقوبة.[3]
- 24 يناير: قُتل قائد شرطة رفيع وشرطيان آخران في الموصل بتفجير انتحاري وقع في موقع انفجار سابق أودى بحياة 34 شخصًا وأصاب 217 على الأقل قبلها بيوم واحد. كان اللواء صلاح محمد الجبوري، مدير شرطة محافظة نينوى، يتفقد مكان الانفجار حين تعرض موكبه لكمين مسلح.[4]

## فبراير
- 1 فبراير: انفجرت قنبلتان في أسواق لبيع الحيوانات في بغداد، ما أسفر عن مقتل 99 شخصًا وإصابة 200. وأعلنت الحكومة العراقية أن القنبلتين حملتهما امرأتان وتم تفجيرهما عن بُعد.[5]
- 24 فبراير: قُتل شيخ إبراهيم مطيري المحمدي، أحد قادة مجالس الصحوة السنية، في تفجير انتحاري بمدينة الفلوجة.[6]
- 25 فبراير: فجّر رجل مقعد نفسه في مركز شرطة شمالي العراق، ما أسفر عن مقتل ثلاثة من الشرطة الوطنية بينهم قائد.[7]

## مارس
- 3 مارس: استهدفت سيارتان مفخختان القوات الأمنية العراقية في بغداد، ما أدى إلى مقتل 18 شخصًا على الأقل وإصابة العشرات.[8]
- 6 مارس: قُتل 53 شخصًا وأصيب 125 في تفجيرين في منطقة تجارية ببغداد.[9]
- 10 مارس: فجّر انتحاري نفسه وسط بغداد، فقتل خمسة جنود أمريكيين كانوا في دورية راجلة، وأصيب ثلاثة جنود آخرون ومترجم عراقي.[10]
- 13 مارس: فجّرت امرأة عراقية حزامها الناسف وسط حشد صغير في محافظة كركوك، فقتلت شخصين وأصابت ستة. أُسعف جندي أصيب بجروح طفيفة في موقع الحادث.[11]
- 17 مارس: فجّرت انتحارية نفسها مستهدفة على ما يبدو مصلين شيعة في كربلاء، ما أسفر عن مقتل 40 شخصًا على الأقل وإصابة 65 آخرين.[12]
- 19 مارس: في بعقوبة، قُتل خمسة أشخاص وأصيب 16 عندما فجّر انتحاري نفسه في سوق عامة. وفي الموصل أصاب تفجير انتحاري 11 جنديًا عراقيًا وثلاثة مدنيين.
- 22 مارس: انفجرت عبوة ناسفة على جانب الطريق مستهدفة دورية للشرطة العراقية في كركوك، ما أسفر عن مقتل مدني وإصابة تسعة آخرين.[13]
- 23 مارس: قُتل 13 جنديًا عراقيًا عندما اقتحم انتحاري يقود صهريج وقود قاعدة عسكرية في الموصل، وأصيب ما لا يقل عن 40 شخصًا.[14]
- 27 مارس: أسفر انفجار سيارة مفخخة قرب دورية للشرطة وسط بغداد عن مقتل ثلاثة أشخاص وإصابة خمسة آخرين.[15]
- 31 مارس: فجّر انتحاري يقود سيارة نفسه عند نقطة تفتيش تابعة لمقاتلين سُنة مدعومين من الولايات المتحدة في منطقة السينية، فقتل خمسة منهم وأصاب ثمانية آخرين على الأقل.[16]

## أبريل
- 3 أبريل: هاجم انتحاري نقطة تفتيش قرب الموصل، فقتل 7 أشخاص وأصاب 12 (بينما أعلنت القوات الأمريكية أن الحصيلة 5 قتلى و19 مصابًا).
- 4 أبريل: قُتل ما لا يقل عن 15 شخصًا في تفجير انتحاري استهدف جنازة شرطي سُني في بلدة السعدية بمحافظة ديالى.[17]
- 11 أبريل: أسفرت تفجيرات انتحارية عن مقتل أربعة أشخاص على الأقل — ثلاثة منهم من الشرطة. وقع التفجير الأول في الرمادي، مركز محافظة الأنبار ذات الغالبية السنية، حيث قُتل ثلاثة من الشرطة الوطنية. أما الهجوم الثاني فكان عند نقطة تفتيش على بُعد نحو 20 كم شمال بيجي، حيث قُتل منفذ الهجوم وعضو في مجلس الصحوة المحلي. كما قُتل ثلاثة أشخاص على الأقل في هجوم بقذائف الهاون على فندق فلسطين في بغداد.[18]
- 14 أبريل: قُتل ثلاثة أشخاص في تلعفر عندما فجّر انتحاري نفسه في جنازة جندي عراقي.[19]
- 15 أبريل: هزّت سلسلة تفجيرات نُسبت إلى مسلحي تنظيم القاعدة في العراق مدن بغداد وبعقوبة والرمادي والموصل، فأسفرت عن مقتل ما لا يقل عن 60 شخصًا. في بعقوبة وحدها، قُتل نحو 40 شخصًا وأصيب 75 على الأقل في تفجير سيارة قرب مبنى المحكمة. وفي الرمادي، قُتل 15 شخصًا وأصيب 13 في تفجير انتحاري أمام مطعم كباب، كما قُتل خمسة من الشرطة وأصيب أربعة في تفجير عند نقطة تفتيش في منطقة الحميدية. وفي الموصل، أسفر تفجيران بسيارتين مفخختين عن مقتل ثلاثة أشخاص وإصابة 16 على الأقل. أما في بغداد، فقد استهدف تفجير بسيارة مفخخة دورية للشرطة، فقتل أربعة وأصاب 15 في أحد أحياء وسط المدينة.[19]
- 17 أبريل: قُتل ما لا يقل عن 15 شخصًا وأصيب آخرون في تفجير انتحاري استهدف مشيعين في بعقوبة خلال جنازة عضوين في مجموعة محلية قُتلا أثناء قتال مسلحي القاعدة.[20]
- 18 أبريل: هاجم انتحاري دورية أمريكية قرب تكريت، فقتل جنديًا أمريكيًا وأصاب أربعة آخرين.[21]
- 21 أبريل: فجّرت انتحارية نفسها في موقع تابع لميليشيا متحالفة مع القوات الأمريكية في بعقوبة، فقتلت أربعة أشخاص وأصابت خمسة.
- 22 أبريل: فجّرت انتحارية نفسها شمال بغداد، فقتلت ستة أشخاص وأصابت 12.[22] وفي الرمادي، فجّر انتحاري بسيارة نفسه عند نقطة تفتيش، فقتل جنديين من مشاة البحرية الأمريكية وأصاب ثلاثة، كما جُرح شرطيان و24 مدنيًا. وفي نفس اليوم، انفجرت سيارة مفخخة قرب مركز شرطة في المدينة فأصابت 20 شخصًا، بينهم نساء وشرطيون.[23] وفي جلولاء، فجّرت انتحارية نفسها في مركز شرطة، فقتلت ثمانية وأصابت 17.
- 26 أبريل: أدت سلسلة تفجيرات منسقة في الموصل إلى مقتل سبعة أشخاص وإصابة أكثر من 20.[24]
- 29 أبريل: قُتل تسعة أشخاص وأصيب 23 في تفجير وسط بغداد.[25]

## مايو
- 1 مايو: قُتل 35 شخصًا على الأقل في تفجيرين انتحاريين بمحافظة ديالى، وأصيب 76 آخرون.[26]
- 14 مايو: قُتل 20 شخصًا وأصيب العشرات عندما فجّر انتحاري نفسه في جنازة غرب بغداد، ورجّحت الشرطة العراقية وقوف تنظيم القاعدة وراء الهجوم.[27] وفي اليوم نفسه، فجّرت فتاة مراهقة نفسها قرب موقع للجيش العراقي جنوب بغداد، فقتلت جنديًا واحدًا.[28]
- 17 مايو: فجّرت انتحارية نفسها في مكتب لميليشيا مدعومة من الولايات المتحدة في بعقوبة، فقتلت امرأة وأصابت 16 شخصًا.[29]
- 26 مايو: هاجم انتحاري على دراجة نارية نقطة تفتيش يديرها شرطيون ومقاتلو صحوة، فقتل أربعة أشخاص بينهم شرطي واثنان من عناصر الصحوة ومدني.[30]
- 27 مايو: قُتل أربعة أشخاص وأصيب 46 في تفجير سيارة بمدينة تلعفر، غرب الموصل بنحو 70 كم.[31]
- 29 مايو: فجّر انتحاري نفسه في شمال العراق فقتل 14 مجندًا في الشرطة وشرطيين اثنين، كما قُتل 17 شخصًا آخر وأصيب 80 في تفجيرات انتحارية في اليوم نفسه.[32][33]

## يونيو
- 1 يونيو: قُتل شخصان وأصيب خمسة في انفجار سيارة مفخخة قرب السفارة الإيرانية وسط بغداد.[34]
- 2 يونيو: قُتل خمسة من الشرطة وأربعة مدنيين في تفجير انتحاري بمدينة الموصل، وأصيب 46 شخصًا آخر.[35] كما قُتل جندي أمريكي وأصيب أربعة عندما استهدفهم انتحاري بسيارة قرب الفلوجة.
- 4 يونيو: هاجم انتحاري بشاحنة منزل العميد ناظم طيّح في شمال بغداد، فقتل 13 شخصًا على الأقل وأصاب 50.[36]
- 7 يونيو: استُهدفت قافلة تابعة لسلاح الجو الأمريكي شرق بغداد بثلاث قذائف مدفعية روسية عيار 152 ملم، مما أدى إلى إصابة خمسة جنود وحصول ما وصف بأنه أكبر خسارة مادية مشتركة في تاريخ القوافل العسكرية الأمريكية القصير. وفي اليوم نفسه، استهدفت سيارتان مفخختان دوريات للشرطة في طرفي بغداد، فقتلتا ستة أشخاص على الأقل.
- 8 يونيو: فجّر انتحاري نفسه قرب قاعدة دورية في منطقة الرشاد، جنوب غرب كركوك، فقتل جنديًا أمريكيًا وأصاب 18 آخرين.[37]
- 9 يونيو: قُتل شرطي وأربعة مدنيين وأصيب عشرة في تفجير سيارة قرب نقطة تفتيش للشرطة العراقية في منطقة الكرادة ببغداد، كما قُتل شخص وأصيب سبعة في تفجيرات بمحافظة ديالى.
- 10 يونيو: قُتل رئيس عشيرة صدام حسين في تفجير سيارة بمدينة العوجة.[38]
- 15 يونيو: أسفر تفجير انتحاري بسيارة في الموصل عن مقتل شرطي وإصابة ستة أشخاص.[39]
- 17 يونيو: قُتل 51 شخصًا وأصيب 75 في انفجار سيارة عند موقف حافلات مزدحم شمال بغداد،[40] وارتفع العدد لاحقًا إلى 63 قتيلًا.[41]
- 20 يونيو: هاجم انتحاري بسيارة مفخخة نقطة تفتيش في الموصل، فقتل خمسة من الشرطة.[42]
- 22 يونيو: فجّرت انتحارية نفسها في بعقوبة، فقتلت 15 شخصًا على الأقل، وأُتهم تنظيم القاعدة بالوقوف وراء الهجوم.[43]
- 24 يونيو: قُتل شخصان وأصيب أكثر من 70 في تفجير انتحاري بسيارة قرب مركز شرطة في الموصل.[44]
- 25 يونيو: فجّر انتحاري نفسه داخل مبنى المجلس البلدي في بلدة غرب بغداد أثناء اجتماع لشيوخ عشائر، فقتل سبعة أشخاص بينهم بعض الشيوخ ومدير الناحية.[45]
- 26 يونيو: قُتل 38 شخصًا في هجومين كبيرين، أحدهما استهدف اجتماعًا ضد القاعدة فقتل 20 شخصًا، والآخر تفجير سيارة في الموصل أودى بحياة 18 وأصاب 80.[46]
- 27 يونيو: في محافظة الأنبار، أسفر تفجير انتحاري عن مقتل ثلاثة جنود أمريكيين وإصابة اثنين آخرين، إضافة إلى إصابة 20 شخصًا بينهم شيوخ عشائر مناهضون للقاعدة،[47] وقد أعلن التنظيم لاحقًا مسؤوليته.
- 29 يونيو: فجر انتحاري نفسه بسيارة في محافظة صلاح الدين، فقتل سبعة شرطيين وأصاب ثلاثة آخرين.

## يوليو
- 1 يوليو: انفجرت سيارة مفخخة استهدفت دورية للشرطة العراقية في مدينة الموصل، ما أسفر عن مقتل مدني وإصابة ستة آخرين.[48]
- 6 يوليو: قُتل 4 أشخاص وأصيب 16 آخرون في انفجار سيارة مفخخة في بغداد، ولاحقًا ارتفع عدد القتلى إلى 6 (والمصابين إلى 14).[49]
- 7 يوليو: فجرت انتحارية نفسها في بعقوبة، ما أسفر عن مقتل 9 أشخاص وإصابة 12 آخرين.
- 8 يوليو: أسفر انفجار سيارتين مفخختين في الفلوجة عن مقتل 3 من رجال الشرطة ومدني واحد.
- 9 يوليو: فجر انتحاري يقود سيارة مفخخة نفسه مستهدفًا جنودًا في شمال العراق، مما أدى إلى مقتل 5 مدنيين وإصابة 21 آخرين.
- 10 يوليو: فجر انتحاري يقود سيارة مفخخة نفسه مستهدفًا دورية للجيش العراقي غرب بغداد، ما أدى إلى مقتل مدنيين اثنين وإصابة 13 شخصًا.[50]
- 15 يوليو: قُتل ما لا يقل عن 5 أشخاص وأصيب 54 آخرون في هجوم انتحاري قرب قاعدة للجيش العراقي شمال بغداد. في بعقوبة، وقعت عمليتا تفجير انتحاري أسفرتا عن مقتل 23 شخصًا وإصابة 70، استهدفت مجندين في الجيش العراقي.[51] ولاحقًا ارتفع عدد القتلى إلى 28 (والمصابين إلى 64).[52] كما أسفر انفجار سيارة مفخخة في الموصل عن إصابة 6 أشخاص.
- 16 يوليو: قُتل 16 شخصًا وأصيب 94 في انفجار سيارة مفخخة في الموصل.[53]
- 18 يوليو: فجر انتحاري يقود سيارة مفخخة نفسه مستهدفًا دورية للجيش العراقي في محافظة نينوى، مما أسفر عن مقتل 3 جنود وإصابة 7 آخرين.[54]
- 24 يوليو: أعلنت الشرطة العراقية مقتل ما لا يقل عن 8 أشخاص في تفجير انتحاري عند نقطة تفتيش يديرها حراس سُنة متحالفون مع القوات الأميركية شمال شرق بغداد.
- 27 يوليو: أدى انفجار سيارة مفخخة إلى إصابة زعيم سياسي سني وابنه، ومقتل اثنين من حراسه.[55]
- 28 يوليو: شن ثلاثة انتحاريين هجمات على زوار شيعة في بغداد وعلى تجمع احتجاجي كردي في شمال العراق، مما أسفر عن مقتل ما لا يقل عن 57 شخصًا وإصابة نحو 300 آخرين.[56]
- 31 يوليو: فجر انتحاري يقود سيارة مفخخة نفسه في جدار مركز شرطة قرب الموصل، ما أسفر عن مقتل 3 شرطيين وإصابة 4 آخرين.[57]

## أغسطس
- 3 أغسطس: سلسلة تفجيرات في بغداد صباح الأحد أسفرت عن مقتل 12 شخصًا وإصابة ما لا يقل عن 31 آخرين، بحسب مصادر حكومية.
- 12 أغسطس: قُتل عراقيان وأصيب ما لا يقل عن 6 آخرين عندما فجرت انتحارية نفسها مستهدفة موكبًا يقل مسؤولين عراقيين كبار في بعقوبة.[58]
- 13 أغسطس: فجر انتحاري يقود شاحنة مفخخة نفسه مستهدفًا رئيس بلدية بلدة قرب مدينة كركوك، كما انفجرت سيارة مفخخة أخرى مستهدفة مدنيين في شمال العراق، ما أسفر عن مقتل شخصين.
- 17 أغسطس: قُتل ما لا يقل عن 15 شخصًا وأصيب 29 في تفجير انتحاري قرب مسجد في منطقة سُنية بالعاصمة بغداد.[59]
- 24 أغسطس: فجّر انتحاري نفسه في معرض سيارات بمدينة كركوك شمال العراق، ما أسفر عن مقتل ما لا يقل عن 5 أشخاص وإصابة 9 آخرين.[60]
- 25 أغسطس: قُتل ما لا يقل عن 21 شخصًا في تفجير انتحاري في قضاء أبو غريب غرب بغداد، كما أُصيب نحو 32 شخصًا بينهم نساء وأطفال.[61]

## سبتمبر
- 1 سبتمبر: فجر انتحاري يقود سيارة مفخخة نفسه مستهدفًا نقطة تفتيش للجيش العراقي في مدينة الموصل، ما أسفر عن مقتل 7 أشخاص وإصابة 7 آخرين.[62]
- 6 سبتمبر: قُتل 6 أشخاص وأُصيب 50 في تفجير انتحاري بسيارة مفخخة استهدف موكب نائب رئيس الوزراء أحمد الجلبي غرب بغداد.[63]
- 12 سبتمبر: قُتل ما لا يقل عن 27 عراقيًا وأُصيب نحو 40 في هجوم انتحاري استهدف مركز شرطة بمحافظة صلاح الدين.[64] وفي تفجير آخر بسيارة مفخخة في بلدة شمال بغداد، قُتل 28 شخصًا وأُصيب 40،[65] كما فجر انتحاري نفسه أمام مسجد شيعي شمال العراق، ما أسفر عن مقتل مدنيين اثنين وإصابة 15.[66]
- 15 سبتمبر: قُتل ما لا يقل عن 12 شخصًا وأُصيب 36 في انفجار سيارتين مفخختين وسط بغداد.[67] وفي ديالى، قتلت انتحارية 20 شخصًا وأصابت 30 آخرين.[68]
- 17 سبتمبر: أسفر انفجار سيارتين مفخختين متتاليتين عن مقتل 8 أشخاص وإصابة 25 في حي الحارثية غرب بغداد.
- 24 سبتمبر: قُتل جندي أميركي في تفجير انتحاري أثناء عملية في جسر نفت بمحافظة ديالى.[69]
- 28 سبتمبر: قُتل ما لا يقل عن 12 شخصًا وأصيب العشرات في تفجير سيارتين مفخختين غرب بغداد.[70]

## أكتوبر
- 2 أكتوبر: استهدف انتحاريون مصلين شيعة في مسجدين ببغداد خلال صلاة عيد الفطر، مما أدى إلى مقتل 16 شخصًا وإصابة نحو 60.
- 8 أكتوبر: فجّرت انتحارية نفسها عند مدخل محكمة في بعقوبة، ما أسفر عن مقتل 6 أشخاص وإصابة 18.
- 9 أكتوبر: قُتل 3 رجال شرطة وأصيب 8 آخرون في تفجير انتحاري بمحافظة الحبانية.
- 12 أكتوبر: قُتل 9 أشخاص وأُصيب 13 في تفجير سيارة مفخخة بسوق في بغداد.
- 13 أكتوبر: فجر انتحاريان بسيارتين مفخختين نفسيهما في الموصل، ما أسفر عن مقتل ما لا يقل عن 6 أشخاص وإصابة العشرات، وفي بلد أُصيب 3 رجال شرطة في هجوم آخر.
- 17 أكتوبر: انفجار قرب مسجد شمال بغداد أسفر عن مقتل 3 مصلين شيعة.
- 22 أكتوبر: أسفر تفجير نفذته القاعدة بسيارة مفخخة عن مقتل 4 أشخاص وإصابة 3 في الموصل.
- 23 أكتوبر: استهدف تفجير انتحاري موكب وزير عراقي (محمود جواد الراضي) في بغداد، مما أسفر عن مقتل 9 أشخاص وإصابة 20،[71] ولاحقًا ارتفع العدد إلى 11 قتيلًا و22 مصابًا.[72]

## نوفمبر
- 5 نوفمبر: قُتل 4 عراقيين وأصيب 10 في تفجير انتحاري بسيارة مفخخة عند نقطة تفتيش قرب مطار بغداد.[73]
- 8 نوفمبر: قُتل 8 أشخاص وأصيب 17 في تفجير انتحاري عند نقطة تفتيش للشرطة قرب الرمادي في الأنبار.
- 10 نوفمبر: قُتل 25 شخصًا وأُصيب 48 في هجوم انتحاري وتفجير سيارة مفخخة في بغداد.
- 15 نوفمبر: قُتل 11 شخصًا وأُصيب 36 في تفجير انتحاري قرب معرض سيارات في تلعفر.
- 16 نوفمبر: قُتل 14 شخصًا وأصيب 20 في تفجير انتحاري بسيارة مفخخة في جلولاء.[74]
- 24 نوفمبر: فجّرت انتحارية نفسها خارج المنطقة الخضراء في بغداد، مما أدى إلى مقتل 5 أشخاص.[75]
- 28 نوفمبر: قُتل 8 أشخاص وأُصيب 15 في تفجير انتحاري بمسجد شيعي في بغداد.

## ديسمبر
- 1 ديسمبر: أسفر تفجير بسيارة مفخخة وحزام ناسف استهدف أكاديمية للشرطة شرق بغداد عن مقتل ما لا يقل عن 16 شخصًا وإصابة 46.[76]
- 2 ديسمبر: قُتل 5 أشخاص (بينهم شرطي) وأُصيب 30 (بينهم 4 من قوات الأمن) في تفجير انتحاري بتلعفر.
- 3 ديسمبر: هاجم انتحاريان بسيارتين مفخختين مركزين للشرطة في الفلوجة، ما أسفر عن مقتل 15 وإصابة 147، ولاحقًا ارتفع عدد القتلى إلى 17.[77]
- 4 ديسمبر: قُتل جنديان أميركيان وأُصيب 9 عراقيين في تفجير سيارة مفخخة بالموصل.
- 6 ديسمبر: فجر انتحاري نفسه وسط حشد من مجندي الشرطة في كركوك، مما أدى إلى مقتل مجند وإصابة 15.
- 11 ديسمبر: قُتل ما لا يقل عن 61 شخصًا وأُصيب 75 في تفجير انتحاري بمطعم في كركوك.
- 14 ديسمبر: قتلت انتحارية قائد إحدى مجموعات الصحوة عند مدخل منزله شمال بغداد.
- 15 ديسمبر: قُتل 9 شرطيين وأُصيب 31 آخرون في تفجير انتحاري بسيارة مفخخة عند نقطة تفتيش غرب بغداد.[78]
- 25 ديسمبر: قُتل 4 أشخاص وأصيب 25 في انفجار سيارة مفخخة أمام مطعم في بغداد.[79]
- 27 ديسمبر: أسفر تفجير سيارة مفخخة في محطة حافلات ببغداد عن مقتل ما لا يقل عن 22 شخصًا وإصابة 54 آخرين.[80]
- 28 ديسمبر: فجر انتحاري على دراجة هوائية نفسه وسط متظاهرين شمال العراق كانوا يحتجون على القصف الإسرائيلي لغزة، مما أدى إلى مقتل متظاهر وإصابة 16 آخرين. وقال المتحدث باسم الحزب الإسلامي العراقي يحيى عبيد مجهوب: "من استهدف إخواننا في غزة هم أنفسهم من استهدفونا في الموصل اليوم، إنهم عملاء لإسرائيل".